# Franciszek Karpiński
Franciszek Karpiński (4 ottobre 1741 – 16 settembre 1825) è stato un poeta polacco, è ricordato soprattutto per le sue opere religiose come inni e canti.

## Biografia
Karpinski è nato nel 1741 a Hołosków vicino Kolomyia ed ha studiato a Stanisławów (allora territorio della Confederazione Polacco-Lituana,). Ha frequentato l'università in Lviv, ottenendo il titolo di Dottore in Filosofia. Ha trascorso altri diciotto mesi a Vienna, dove ha studiato lingue straniere. Il suo primo impiego era come tutore nei tribunali magnate.
Nel 1780, il suo primo volume di poesia è venuto a conoscenza della potente famiglia dei Czartoryski. Sotto il loro patrocinio, si è recato a Varsavia per diventare segretario di Principe Adam Kazimierz Czartoryski. Ha scritto tre libri di poesia, che hanno visto una grande popolarità, ma dopo pochi anni è diventato disilluso dalla ipocrisia prevalente nella capitale, e si ritirò di nuovo nella campagna ucraina, ormai sotto la partizione austriaca.
Tra il 1785 e il 1818 ha lavorato come tutor alla famiglia Branicki a Białystok. Qui scrisse alcune delle sue opere più famose, tra cui "Bog się rodzi, MOC truchleje" ("Dio è nato, i poteri tremano") e "Kiedy Ranne wstają zorze" ("Quando le luci del mattino si alzano"). Questi inni, canti religiosi. Successivamente nel 1800 divenne membro della Società della nuova costituzione degli Amici della Scienza.
Molte delle sue poesie romantiche fanno riferimento a una certa "Justin" (Giustina), per questo era conosciuto come "amante di Giustina". Durante la sua vita alcuni ipotizzano che egli abbia soprannominato tutti i suoi amori con il nome Justin, e che egli abbia fatto riferimento ad almeno tre donne diverse con questo nome.
Nel 1818, si ritirò in una villa nei pressi di Vawkavysk (ora in Bielorussia), dove scrisse le sue memorie. Morì il 16 settembre 1825.